# Mediana Agosto
Mediana Agosto es el nombre de una variedad cultivar de manzano (Malus domestica). Esta manzana es originaria de Galicia, está cultivada en la colección de árboles frutales y banco de germoplasma de Mabegondo con el Nº 162; ejemplares procedentes de esquejes localizados en Noya (La Coruña).

## Sinónimos
- "Manzana Mediana Agosto",[4][5]
- "Maceira Mediana Agosto".

## Características
El manzano de la variedad 'Mediana Agosto' tiene un vigor vigoroso. Tamaño grande y porte erguido.
Época de inicio de brotación a partir del 23 de abril y de floración a partir del 21 de mayo.
Las hojas tienen una longitud del limbo de tamaño largo, con la máxima anchura del limbo es ancha. Longitud de las estípulas es media y la máxima anchura de las estípulas es estrecha. Denticulación del borde del limbo es serrado, con la forma del ápice del limbo cuspidado y la forma de la base del limbo es obtuso. Con subestípulas presentes.
Sus flores tienen una longitud de los pétalos es corta, con una anchura de los pétalos media, disposición de los pétalos en contacto entre sí, con una longitud del pedúnculo corta.
La variedad de manzana 'Mediana Agosto' tiene un fruto de tamaño medio, de forma plana-globosa, de color verde, con chapa lavada, e intensidad pálida. Epidermis de textura suave, sin pruina en su superficie y con presencia de cera nula. Sensibilidad al "russeting" (pardeamiento áspero superficial que presentan algunas variedades) muy poco sensible. Con lenticelas de tamaño mediano.
Los sépalos están dispuestos de forma variable, y superpuestos en su base; su fosa calicina es profunda y de una anchura ancha. Pedúnculo de grosor grueso y de longitud medio, siendo la cavidad peduncular de una profundidad media y de anchura ancha. Con pulpa de color blanca, cuya firmeza es intermedia y su textura intermedia; su jugosidad es jugosa, con sabor de acidez débil, y poco aromática.
Época de maduración y recolección desde el 24 de septiembre. 'Mediana Agosto' es una manzana que su destino es la conservación de esta variedad en el banco de germoplasma de Mabegondo como reserva genética.

## Susceptibilidades
- Oidio: no presenta
- Moteado: no presenta
- Raíces aéreas: no presenta
- Momificado: no presenta
- Pulgón lanígero: ataque débil
- Pulgón verde: ataque débil
- Araña roja: no presenta
- Chancro del manzano: no presenta.[3]